# Niltava
Niltava – rodzaj ptaków z podrodziny niltaw (Niltavinae) w obrębie rodziny muchołówkowatych (Muscicapidae).

## Zasięg występowania
Rodzaj obejmuje gatunki występujące w Azji.

## Morfologia
Długość ciała 11–22 cm, masa ciała 11–40 g.

## Systematyka

### Etymologia
Nepalska nazwa Niltau dla niltawy rudobrzuchej.

### Podział systematyczny
Do rodzaju należą następujące gatunki:
- Niltava davidi La Touche, 1907 – niltawa czarnogardła
- Niltava sundara Hodgson, 1837 – niltawa rudobrzucha
- Niltava sumatrana Salvadori, 1879 – niltawa czarnolica
- Niltava vivida (Swinhoe, 1864) – niltawa ognista
- Niltava grandis (Blyth, 1842) – niltawa wielka
- Niltava macgrigoriae (E. Burton, 1836) – niltawa mała